# A14-es autópálya (Németország)
Az A14-es autópálya (németül: Bundesautobahn 14) egy autópálya Németországban Wismar és Nossen között. Hossza 274 km.

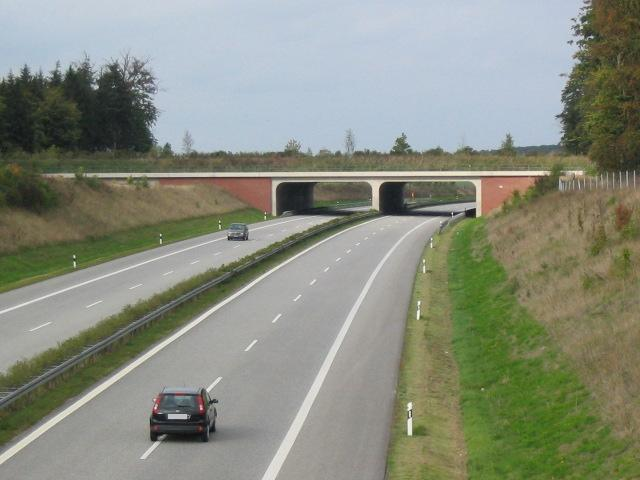